# Parafia św. Jerzego w Białymstoku (prawosławna)
Parafia św. Jerzego – parafia prawosławna w Białymstoku, w dekanacie Białystok należącym do diecezji białostocko-gdańskiej.
Na terenie parafii funkcjonuje 1 cerkiew:
- cerkiew św. Jerzego w Białymstoku – parafialna

## Historia
Decyzją arcybiskupa białostockiego i gdańskiego Sawy w 1983 wyłączono z parafii katedralnej św. Mikołaja nowe parafie: Świętego Ducha na Antoniuku, Wszystkich Świętych na Jaroszówce, a później Zmartwychwstania Pańskiego na Leśnej Dolinie (1989), Hagia Sophia na Wygodzie (1995) oraz św. Jerzego na Nowym Mieście (1996).

Pierwszą świątynią parafialną była drewniana cerkiew, przeniesiona z Czyż. Kancelarię parafialną zorganizowano w wykupionym przez parafię mieszkaniu w bloku przy ulicy Kruczej 6 (w odległości 150 m od cerkwi).
Doniosłym wydarzeniem dla parafii była wizyta w dniu 14 października 1998 patriarchy konstantynopolitańskiego Bartłomieja I, który wraz z metropolitą warszawskim i całej Polski Sawą i innymi hierarchami przewodniczył uroczystemu nabożeństwu w katedrze św. Mikołaja, a następnie dokonał poświęcenia kamienia węgielnego pod projektowaną cerkiew parafialną św. Jerzego. Wmurowania kamienia węgielnego dokonał 6 maja 2000 r. biskup białostocki i gdański Jakub.
12 lutego 2003 r. oddano do użytku pomieszczenia w bloku w bezpośrednim sąsiedztwie cerkwi, pełniące funkcje domu parafialnego.
W 2006 r. biskup białostocki i gdański Jakub oraz arcybiskup nicejski Paweł poświęcili krzyże na kopułach.
5 maja 2010 r. miało miejsce poświęcenie dolnej cerkwi (pod wezwaniem Opieki Matki Bożej). Uroczysta konsekracja całego obiektu odbyła się 14 października 2017 r. pod przewodnictwem metropolity warszawskiego i całej Polski Sawy, w asyście arcybiskupa białostockiego i gdańskiego Jakuba oraz biskupa supraskiego Andrzeja.
Parafia w momencie powstania (15 września 1996) liczyła 446 rodzin, natomiast w 2017 r. – blisko tysiąc rodzin. W 2017 r. w parafii działały cztery chóry: dziecięcy, młodzieżowy, męski i parafialny.
22 marca 2020 r. podczas niedzielnego nabożeństwa w cerkwi parafialnej miała miejsce interwencja policji w związku z naruszeniem przez miejscowych wiernych i duchowieństwo prawosławne narodowej kwarantanny, wprowadzonej przez polski rząd na skutek globalnej pandemii koronawirusa SARS-CoV-2. Ówczesne regulacje przeciwepidemiczne ograniczały maksymalną liczbę uczestników zgromadzeń publicznych i uroczystości religijnych do 50 osób, natomiast w świątyni zgromadziło się ponad 70 wiernych. Zdarzenie to  odbiło się szerokim echem w ogólnopolskich środkach masowego przekazu i było przedmiotem debaty publicznej. Wobec parafii wszczęte zostało wstępne postępowanie wyjaśniające mające na celu skierowanie sprawy do sądu. Był to jeden z dwóch najbardziej rażących przypadków przekroczenia przepisów sanitarnych w województwie podlaskim.

## Zasięg terytorialny
Białystok (część), Olmonty, Kleosin, Brończany, Juraszki, Horodniany, Ignatki, Koplany, Księżyno, Księżyno-Kolonia, Ignatki-Osiedle, Hryniewicze, Lewickie i Lewickie-Stacja

## Wykaz proboszczów
- od 1996 – ks. Grzegorz Misijuk